# Phytoecia centaureae
Phytoecia centaureae là một loài bọ cánh cứng trong họ Cerambycidae.